# Кислых, Вадим Иванович
Вадим Иванович Кислых (род. 23 марта 1937 года, Ярославль, РСФСР, СССР) — советский и российский художник кино, народный художник Российской Федерации (2007).

## Биография
Народный художник России, художник кино, профессор ВГИК.
Родился 23 марта 1937 года в Ярославле.
В 1958 году — окончил Ярославское художественное училище у Ю. М. Дружининой, М. А. Кичигиной, в 1964 году — окончил художественный факультет ВГИКа у Ф. С. Богородского, С. М. Каманина.
Дипломная работа — эскизы декораций и раскадровки (гуашь) к сценарию «Северный дневник» по одноимённой повести Ю. П. Казакова (руководитель И. А. Шпинель).
С 1964 года — художник-ассистент студии «Мосфильм».
С 1965 года — участник выставок различного уровня.
В 1966 году — работал художником комбинированных съемок фильма «26 бакинских комиссаров».
Оформил спектакли «Иван Васильевич» М. А. Булгакова (1965) — в Театре-студии киноактера, «Тиани» по роману «Возвращение» Э. Десноэса (1967, совместно с. Е. В. Свидетелевым) — Московском цыганском театре «Ромэн».
Автор ряда картин: «Мои светлые воспоминания детства» (серия 1971—1981), «Весенний день» (1977), работы экспонировались на художественных выставках как в России, так и за рубежом.
С 1980 года — преподает на художественном факультете ВГИКа.
Список фильмов, где работал художником
- «Дайте жалобную книгу» (1965, совместно с В. П. Каплуновским)
- «Октябрь в Москве» (1968)
- «Сердце России» (1970, диплом МОСХ РСФСР 1970 года)
- «Антрацит» (1971)
- «Возврата нет» (1973)
- «Право на прыжок» (1973)
- «Стоянка — три часа» (1974)
- «Победитель» (1975)
- «Закаты и восходы» (1976)
- «А у нас была тишина…» (1977)
- «Трактир на Пятницкой» (1978, за эскизы — гуашь, темпера, 1977—1979 получил 1-ю премию МОСХ за лучшую работу 1979 года)
- «По следу властелина» (1979)
- «Рассказ неизвестного человека» (1980)
- «И будем жить» (1981)
- «Не было печали» (1983)
- телефильм «Майор Вихрь» (3 серии, 1967, совместно с А. И. Семеновым)
- Выигрыш одинокого коммерсанта (1984)
- Михайло Ломоносов (1986)
- многосерийный телефильм Пятый ангел (2003)

## Награды
- Народный художник Российской Федерации (2007)
- Заслуженный художник Российской Федерации (1994)[1]